# Jorge II de Vladimir
Jorge II (em russo:  Ю́рий–II), tambem conhecido como Jorge II de Vladimir ou Jorge II Vsevolodovich (Susdália, 26 de novembro de 1188 - Oblast de Iaroslavl, 4 de março de 1238), foi o quarto Grão-Príncipe de Vladimir (1212–1216, 1218–1238) que governou Vladimir-Suzdal durante a Invasão mongol da Rússia.
Foi o terceiro filho de Usevolodo III e Maria Shvarnovna.
Ganhou fama primeiro nas batalhas contra Riazã em 1208. Seu pai queria que Jorge recebesse Rostov e seu irmão mais velho, Constantino segui-lo como comandante de Vladimir. Constantino, no entanto, declarou que reinaria sobre as duas cidades, ou sobre nada. Assim sendo, Constantino foi deserdado e o trono passou para Jorge.

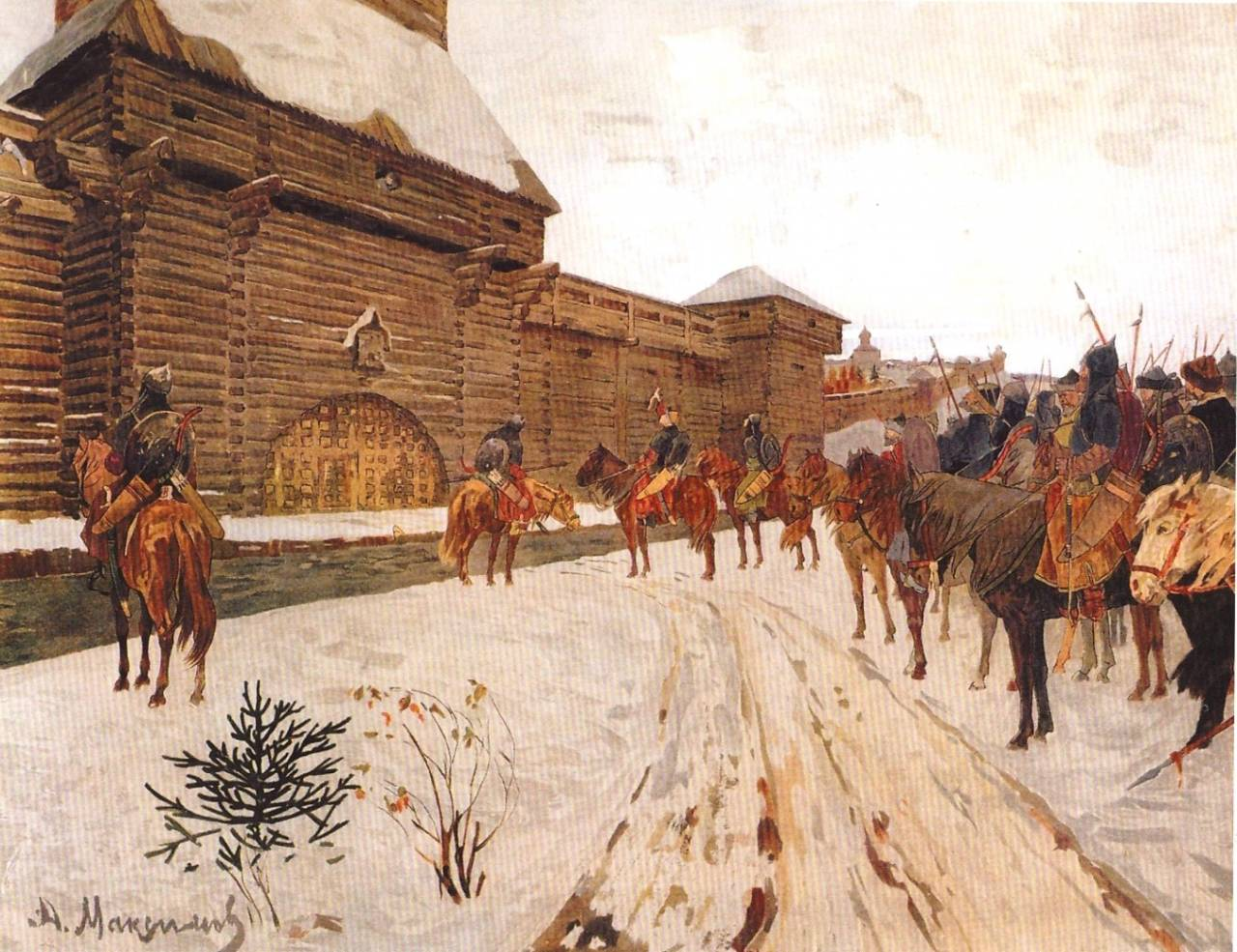
Mongóis sob as muralhas de Vladimir

Após a morte de Usevolodo, Constantino se aliou com Mistislau III, o Ousado e derrotou Jorge e seus outros irmãos na Batalha de Lipitsa. Tendo conquistado Vladimir, Constantino manda Jorge para governar Rostov e Iaroslavl. Dois anos depois, Constantino morre, e Jorge retornou à Vladimir.
Durante seu reino em Vladimir, Jorge lutou diversas vezes contra Bulgária do Volga e formou a fortaleza de Nijni Novgorod no Rio Volga para proteger a área de ataques búlgaros. Instaurou seu irmão mais novo, Jaroslau em Novogárdia. quando os mongóis atacaram em 1223, ele mandou uma pequena unidade contra eles, mas chegou tarde demais para fazer parte da desastrosa Batalha do Rio Kalka.
Quando os mongóis retornaram em 1237, Jorge tratou os enviados com desprezo. Também não ajudou Riazã quando Batu Cã sitiou a cidade. Sua próxima capital era a próxima. Os filhos de Jorge foram derrotados sonoramente, próximo a Kolomna, e Jorge escapou por pouco para Iaroslavl. Sua esposa Agatha (irmã de Miguel de Quieve) e toda sua família morreram em Vladimir quando uma igreja em que buscavam santuário colapsou sob fogo.
Jorge foi morto 4 de Março de 1238, na Batalha do Rio Sit, quando hordas mongóis vastas derrotaram o exército de Vladimir-Suzdal.
1. ↑  Бережков Н. Г. Хронология русского летописания